# Wybory prezydenckie w Stanach Zjednoczonych w 1864 roku

Mapa wyborcza Stanów Zjednoczonych w 1864 roku. Liczba na mapie określa liczbę przedstawicieli stanu w Kolegium Elektorów

Wybory prezydenckie w Stanach Zjednoczonych w 1864 roku – dwudzieste wybory prezydenckie w historii Stanów Zjednoczonych. Na urząd prezydenta wybrano ponownie Abrahama Lincolna, a wiceprezydentem został Andrew Johnson.

## Kampania wyborcza
Kampania wyborcza w 1864 roku odbywała się w cieniu wojny secesyjnej. Nastroje społeczne na Północy były wówczas negatywne, z powodu niepowodzeń armii generała Granta i panowało wówczas zmęczenie wojną. Pierwsi swoją konwencję wyborczą w Baltimore zwołali republikanie, którzy na początku czerwca nominowali Abrahama Lincolna, by ubiegał się o reelekcję. Natenczas nazywali siebie Partią Unii Narodowej, by podkreślić ogólnonarodową solidarność i chęć zakończenia wojny. W tym samym celu, republikanin Lincoln nominował kandydatem na wiceprezydenta demokratę z Południa – Andrew Johnsona. Gest ten nie spodobał się niektórym delegatom i spowodował, że dysydenci, znani jako Radykalni Republikanie, zebrali się tydzień później w Cleveland i wysunęli kandydaturę prezydencką generała Johna Frémonta. Dwa miesiące później swoją konwencję wyborczą zwołali demokraci, którzy nominowali generała George’a McClellana, który także deklarował chęć zakończenia wojny, lecz z zachowaniem niewolnictwa na terenach zbuntowanych. We wrześniu wojska Unii dokonały przełomu w walkach – armia generała Shermana zdobyła Atlantę, natomiast kilka tygodni wcześniej marynarka wojenna zdobyła Mobile – ostatni czynny port Konfederacji. Następnie wojska generała Sheridana zwyciężyły w bitwach pod Winchester i nad Cedar Creek. Zwycięstwa te i rezygnacja Frémonta przechyliły szanse w wyborach na korzyść Lincolna.

## Kandydaci

### Partia Demokratyczna

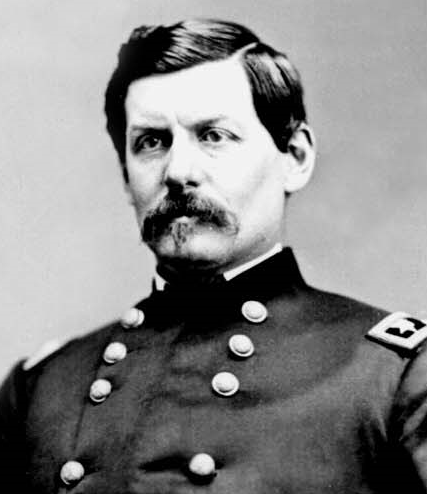
George McClellan
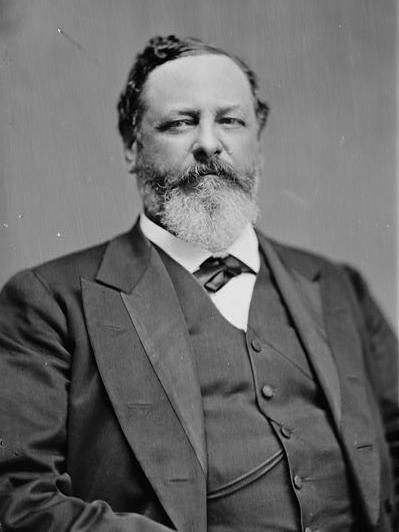
George Pendleton

### Partia Unii Narodowej

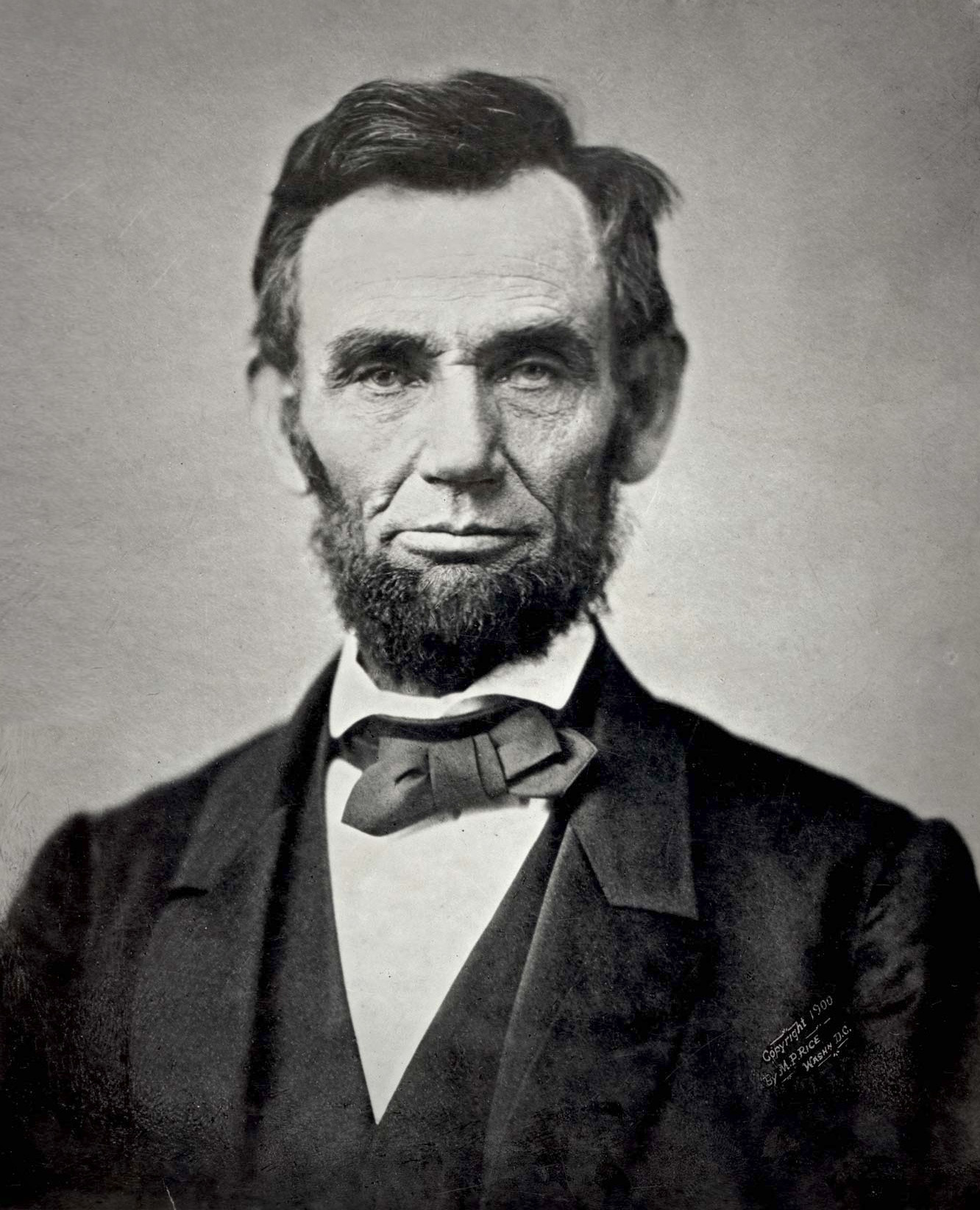
Abraham Lincoln
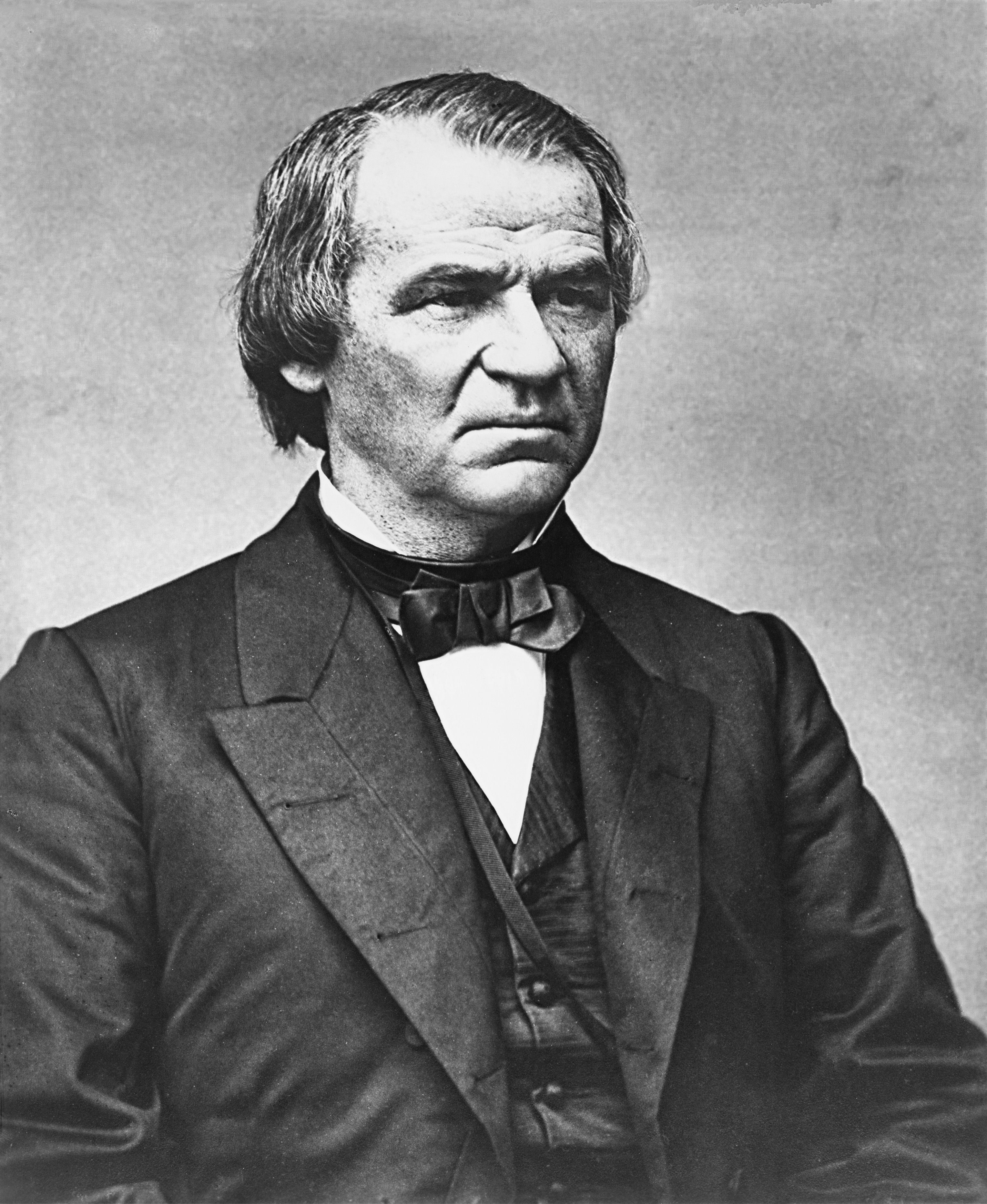
Andrew Johnson

### Radykalni Republikanie

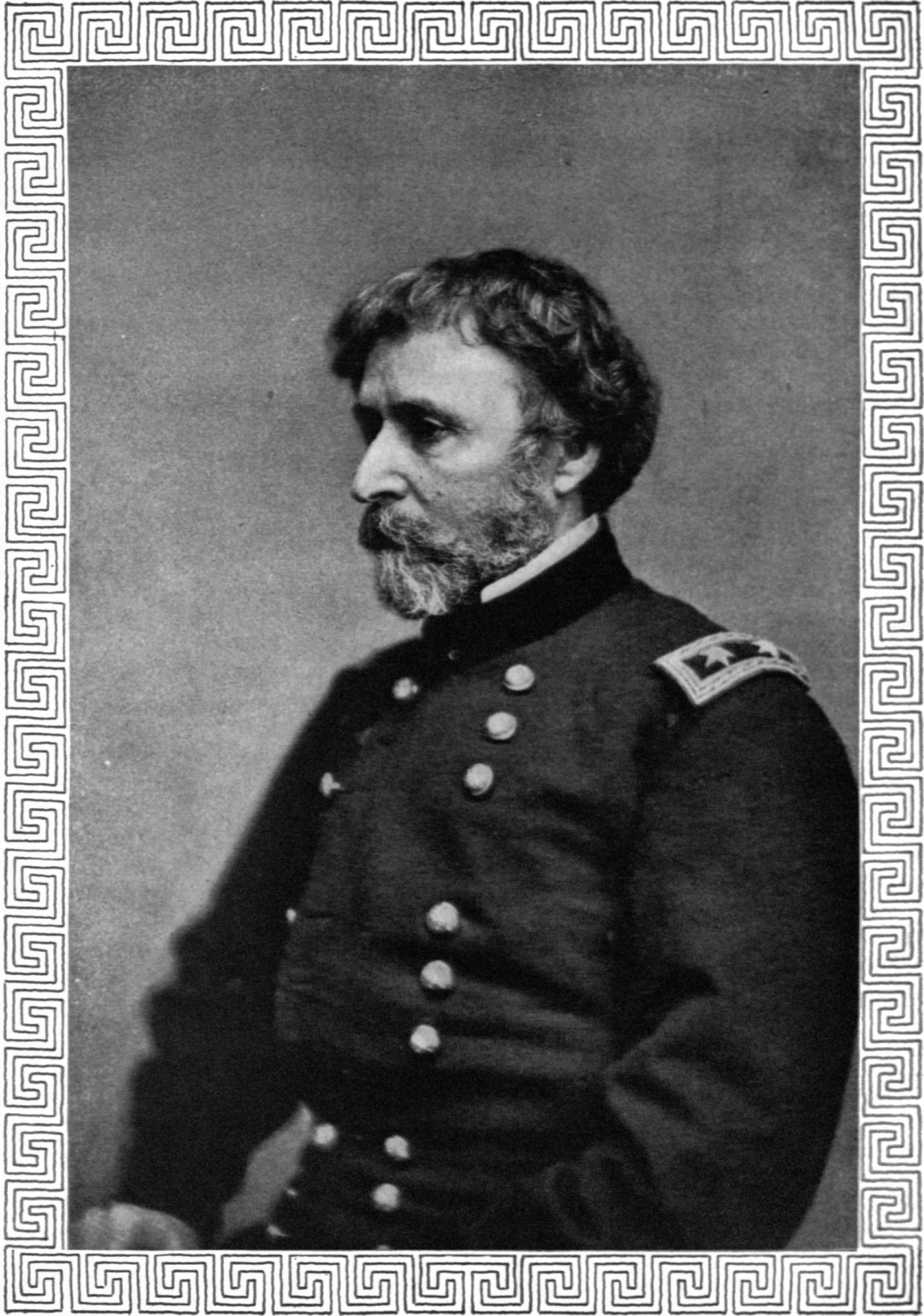
John Frémont

## Wyniki głosowania
Głosowanie powszechne odbyło się 8 listopada 1864. Lincoln uzyskał 55% poparcia, wobec 45% dla McClellana. Frekwencja wyniosła 73,8%. W głosowaniu Kolegium Elektorów (zatwierdzonym 8 lutego 1864) Lincoln uzyskał 212 głosów, przy wymaganej większości 117 głosów. Na McClellana zagłosowało 21 elektorów. W głosowaniu wiceprezydenckim zwyciężył Andrew Johnson, uzyskując 212 głosy, przy 21 głosach dla George’a Pendletona. Elektorzy ze stanów konfederackich nie wzięli udziału w głosowaniu.
| Kandydat na prezydenta | Partia                | Głosowanie powszechne | Głosowanie powszechne | Kolegium Elektorów |
| Kandydat na prezydenta | Partia                | Głosy                 | Procent               | Kolegium Elektorów |
| ---------------------- | --------------------- | --------------------- | --------------------- | ------------------ |
| Abraham Lincoln        | Partia Unii Narodowej | 2 218 388             | 55%                   | 212                |
| George McClellan       | Partia Demokratyczna  | 1 812 807             | 45%                   | 21                 |
| Łącznie                | Łącznie               | Łącznie               | Łącznie               | 233                |

| Kandydat na wiceprezydenta | Partia               | Kolegium Elektorów |
| -------------------------- | -------------------- | ------------------ |
| Andrew Johnson             | Partia Demokratyczna | 212                |
| George H. Pendleton        | Partia Demokratyczna | 21                 |
| Łącznie                    | Łącznie              | 233                |